# نقض حقوق شهروندان بیگانه و دوتابعیتی در جمهوری اسلامی ایران
حقوق شمار چشمگیری ایرانیان دوتابعیتی و نیز شهروندان کشورهای دیگر توسط نظام جمهوری اسلامی ایران نقض شده‌است که برخی از آن موارد از سوی شماری از رسانه‌های خبری و سازمان‌های پشتیبان حقوق بشر، گزارش شده‌است.

## پیشینهٔ نقض حقوق شهروندان دوتابعیتی و غیر ایرانی
حکومت ایران با اینکه میثاق ملل متحد دربارهٔ حقوق شهروندان دوتابعیتی را پذیرفته‌است، همواره به بازداشت آنان ادامه داده و حقوقشان را نقض می‌کند.
نظام جمهوری اسلامی، «تابعیت دوم» شهروندان ایرانی را به رسمیت شناخته نمی‌شود و معمولاً هم به زندانیان دوتابعیتی اجازه نمی‌دهد که از خدمات کنسولی بهره‌مند شوند.
سپاه پاسداران انقلاب اسلامی با توجه به داشتن منافع اقتصادی بسیار کلان در ایران، با بازداشت شهروندان دوتابعیتی، عامل (اصلی) منصرف کردن شرکت‌های اروپایی و آمریکایی را از فعالیت اقتصادی در ایران است.

### آمار زندانیان
1. بر پایهٔ برخی از گزارش‌های رسمی، آمار زندانیان ایران پس از انقلاب ۱۳۵۷ تقریباً ۳۰ برابر شده و نزدیک به ۳۰۰ هزار نفر در زندان حبس شده‌اند؛ هر چند مسئولان حکومت جمهوری اسلامی ادعا نمی‌کنند که زندانی سیاسی در ایران وجود ندارد؛ در حالی بر اساس گزارش‌های سازمان‌های حقوق بشری، هزاران زندانی سیاسی (و عقیدتی) همچون: دگراندیشان، منتقدان و فعالان مدنی و صنفی… در ایران وجود داشته یا دارد.[۴]
2. به گزارش خبرگزاری تارنمای «مجموعه فعالان حقوق بشر در ایران (هرانا)» ۶۹ شهروند دوتابعیتی یا بیگانه از سال ۱۳۸۲ خورشیدی به بعد، توسط نهادهای امنیتی جمهوری اسلامی بازداشت شده‌اند که برخی‌شان اعدام شده و برخی دیگر در زندان درگذشته‌اند. بیشتر زندانیان مورد نظر، شهروندان آمریکایی، کانادایی، بریتانیایی (و فرانسوی و استرالیایی) هستند.[۵]

### گروگان‌گیری‌ها و مبادلات
بر پایهٔ گزارش‌های سازمان‌های حقوق بشری، سازمان ملل متحد، تحلیل‌گران و حکومت‌های غربی و نیز به گفتهٔ بستگان و وکلای مدافع بازداشت‌شدگان، نهادهای اطلاعاتی جمهوری اسلامی به ویژه سپاه پاسداران انقلاب اسلامی با دو هدف یعنی باج‌گیری، چانه‌زنی و کسب امتیاز در خواسته‌های سیاسی و اقتصادی با کشورهای غربی و نیز، ایجاد مانع برای بازگشت ایرانی‌های مقیم خارج با هدف جلوگیری از ورود فرهنگ غربی به ایران، شهروندان دوتابعیتی و خارجی را در ایران و لبنان... آن‌هم به گونه هدفمند و سازمان‌یافته، با پرونده‌سازی و با توجه به ملیت یا موقعیت اجتماعی‌شان را به عنوان گروگان (دیپلماسی گروگان‌گیری) بازداشت کرده و به حبس‌های طولانی محکوم می‌کنند.
حکومت جمهوری اسلامی در در دو دهه اول عمرش گروگان‌گیری شهروندان «بیگانه» را-که با حمله به سفارت آمریکا در تهران آغاز شد-معمولاً در لبنان و توسط حزب‌الله لبنان انجام می‌داد؛ ولی پس از برپایی دولت سید محمد خاتمی، به گروگان گرفتن شهروندان «دوتابعیتی» در ایران آغاز شد

اکبر هاشمی رفسنجانی در کتاب خاطراتش چند بار به مسئلهٔ گروگان‌گیری اشاره کرده و نوشته‌است: 
«از برکت گروگان‌ها در لبنان، فرانسوی‌ها بالآخره ۳۳۰ میلیون دلار را به عنوان قسط اول بدهی‌شان پرداختند.»

محسن رضایی یکی از معاونان اقتصادی پیشین رئیس‌جمهور، گفته بود: 
«اگر آمریکا دنبال حملهٔ نظامی باشد، در همان هفته اول، هزار نفر گروگان از آن‌ها می‌گیریم و برای آزاد کردن هر کدام باید چند میلیارد دلار بدهند [و این‌طوری] مشکل اقتصادی ما هم حل می‌شود.»

#### برخی از مبادلات گزارش شده
1. در خرداد ۱۳۶۵ رابرت مک‌فارلین (ماجرای مک‌فارلین)، مشاور پیشین امنیت ملی آمریکا در سفری پنهانی و با هدف آزادسازی ۷ گروگان آمریکایی در لبنان به تهران آمد؛ هر چند خبر این سفر محرمانه، چند ماه بعد در روزنامه «الشراع» لبنان منتشر شد و باعث رسوایی حکومت جمهوری اسلامی به دلیل خرید جنگ‌افزار آمریکایی از طریق اسرائیل شد و هم باعث رسوایی دولت وقت آمریکا به دلیل انجام عملی بر خلاف یکی از مصوبات کنگره آمریکا گردید.[۱۴]
2. بر پایه مطالب یک نوار صوتی لو رفتهٔ جلسه محرمانهٔ سپاه پاسداران انقلاب اسلامی، در سال ۱۳۶۱، رئیس وقت دانشگاه آمریکایی بیروت یعنی دیوید داج برای مبادله با احمد متوسلیان (یکی از فرماندهان پیشین سپاه) ربوده شده و به تهران برده شد.[۱۴]
3. در پی انفجارهای مرگ‌بار آبان ۱۳۶۲ در لبنان (و کشته شدن برخی) و در طی ۵ سال، دست‌کم ۴۰ شهروند خارجی در این کشور توسط حکومت جمهوری اسلامی ربوده شدند که با گفت‌وگوهایی محرمانه از مرداد ۱۳۶۴ به بعد، برخی از گروگان‌های آمریکایی در برابر فرستاده شدن محموله‌هایی از جنگ‌افزار و لوازم یدکی به ایران آزاد شدند.[۱۴]
4. حکومت فرانسه صدها میلیون دلار از بدهی‌هایش به ایران را برای آزادی گروگان‌های فرانسوی در لبنان پرداخت کرد؛ پیشنهاد گروان‌گیری، پس از مشورت اکبر هاشمی رفسنجانی با میرحسین موسوی و سید احمد خمینی (پسر و نماینده روح‌الله خمینی) و علی خامنه‌ای انجام شد.[۱۶]
5. نظام جمهوری اسلامی در روز اجرایی شدن توافق هسته‌ای برجام، چند تن از شهروندان ایرانی-آمریکایی را با هدف پرداخت شدن هزینه پیش‌خریدهای نظامی دوره پهلوی از آمریکا بازداشت کرد که البته این پول به گونه نقدی و با یک هواپیمای اختصاصی به ایران فرستاده شد. محمود علوی وزیر اطلاعات اعلام کرد که این اقدام و گرفتن امتیازها زیر نظر سید علی خامنه‌ای انجام شده‌است که بعدها دونالد ترامپ این اقدام را باج‌دهی دولت باراک اوباما در برابر گروگان‌گیری جمهوری اسلامی دانست.[۱۶]
6. در شهریور ۱۳۹۸ یک زوج استرالیایی در منطقه جاجرود توسط سپاه پاسداران انقلاب اسلامی بازداشت شد که پس از سه ماه، در برابر آزادی رضا دهباشی (زندانی متهم به فرستادن تجهیزات نظامی به ایران) آزاد شد.[۱۴]
7. یکی از رسانه‌های سپاه پاسداران یعنی خبرگزاری فارس از مقامات جمهوری اسلامی خواست که مراد طاهباز را ارزان مبادله نکنند؛ زیرا مهره ارزشمندی است و مبادله او (فقط) با ۷ میلیارد دلار پول بلوکه‌شدهٔ ایران در کره جنوبی به ضرر جمهوری اسلامی است.[۲۱]
8. حکومت جمهوری اسلامی، یک شهروند دوتابعیتی را در برابر آزادی دیپلمات ایرانیِ متهم به بمب‌گذاری در فرانسه یعنی اسدالله اسدی، به گروگان گرفت.[۱۴]
9. یک استاد دانشگاه نیز از سوی حکومت جمهوری اسلامی برای استفاده در مذاکرات و معاملات با برخی از کشورهای غربی به گروگان گرفته شد.[۲۶]
10. یک شهروند چینی-آمریکایی با یک زندانی ایرانی در آمریکا به نام مسعود سلیمانی مبادله شد.[۲۷][۲۸]
11. وزارت اطلاعات پیش از بازداشت ارس امیری، با تطمیع و سپس با تهدید، به وی پیشنهاد همکاری امنیتی داد؛ ولی او نپذیرفت و به همین دلیل بازداشت شده و محاکمه شد.[۲۹]
12. نظام جمهوری اسلامی با متهم و زندانی کردن یک شهروند آلمانی، تلاش کرد که کاظم دارابی-که به جرم ترور و کشتار ۴ فعال سیاسی مخالف ایران در رستوران میکونوس به حبس ابد محکوم شده بود[۱۴]-را با وی مبادله کند.[۴]
13. حکومت جمهوری اسلامی، مهران رئوف را برای استفاده در مذاکرات و معاملات با برخی از کشورهای غربی به گروگان گرفت.[۲۶]
14. جمهوری اسلامی، مایکل وایت را برای مبادله با دو شهروند ایرانی زندانی در آمریکا سیروس یعنی عسگری و مجید طاهری بازداشت کرد.[۳۰]
15. دولت فرانسه به دلیل تهدیدهای جمهوری اسلامی، انیس نقاش، ترور کنندهٔ شاپور بختیار[۱۴] (و سروش کتیبه) را آزاد کرد.[۱۶]
16. محمد محمدی ری‌شهری (وزیر اطلاعات) به اکبر هاشمی رفسنجانی گفت که با حکومت آمریکا دربارهٔ آزادسازی دارایی‌های مسدود شدهٔ جمهوری اسلامی در برابر آزادی چند گروگان آمریکایی در لبنان، مذاکره شده‌است و قرار شده که از ما پشتیبانی کرده و به کارخانه‌های آمریکا اجازهٔ فروش جنگ‌افزارهای مورد نیازمان را از راه کشورِ واسطه بدهند.[۱۶]
17. به گزارش روزنامه گاردین، محمدجواد ظریف، وزیر امور خارجه حکومت جمهوری اسلامی گفته بود که حاضر است که در ازای پرداخت بدهی ۴۰۰ میلیون پوندی بریتانیا به ایران، در دادگاه برای آزادی شهروند ایرانی-بریتانیایی یعنی نازنین زاغری تلاش کند؛ ولی وزیر امور خارجه بریتانیا این کار را باج‌گیری خواند.[۱۶]
18. جمهوری اسلامی در دی ۱۳۹۴، ۷ شهروند زندانی دوتابعیتی در ایران را در برابر پرداخت ۱ میلیارد و ۷۰۰ میلیون دلار و آزادی ۷ مأمور جمهوری اسلامی-که به جرم دور زدن تحریم‌ها در آمریکا زندانی بودند-و نیز در ازای خارج شدن نام‌های بیش از ۱۰ ایرانی حکومتی از فهرست پلیس اینترپل مبادله کرد.[۱۴]
19. حکومت جمهوری اسلامی، عماد شرقی را برای استفاده در مذاکرات و معاملات با برخی از کشورهای غربی به گروگان گرفت.[۲۶]
20. در مرداد ۱۳۸۸ سه گردشگر آمریکایی توسط جمهوری اسلامی دستگیر شدند که بعدها در برابر پرداخت شدن ۱ میلیون و ۵۰۰ هزار دلار آزاد گشتند.[۱۴]

##### گروگان‌گیری به ازای بهای تانک‌های چیفتن
دو شهروند ایرانی-بریتانیایی توسط حکومت جمهوری اسلامی و برای پرداخت شدن پول تانک‌های چیفتن (یک قرارداد قدیمی حکومت پهلوی با حکومت بریتانیا) بازداشت شدند و از سوی جمهوری اسلامی اعلام شد که آزادی آنان، مشروط به حل اختلاف مالی ایران با بریتانیاست.

### حبس طولانی به دلیل نپذیرفتن پیشنهاد همکاری
1. یکی از شهروندان ایرانی-بلژیکی به دلیل پیشنهاد حکومت جمهوری اسلامی دربارهٔ جاسوسی از دانشجویان خارجی به ۱۰ سال حبس محکوم می‌شود.[۲۰]
2. یک شهروند ایرانی-آمریکایی به دلیل رد پیشنهاد همکاری جمهوری اسلامی در زمینهٔ انرژی اتمی به ۱۰ سال حبس محکوم شد.[۲۰]

## اعدام، ترور یا مرگ بر اثر شکنجه

### مردان
1. روح‌الله زم؛[۳۲][۳۳] شهروند ایرانی-فرانسوی، روزنامه‌نگار، مدیر کانال آمدنیوز و «صدای مردم» و نیز مدیر پایگاه خبری سحام‌نیوز بود که در ۲۲ مهر ۱۳۹۸ توسط سازمان اطلاعات سپاه پاسداران انقلاب اسلامی در عراق ربوده شده[۳۴][۳۵][۳۶] و به اتهاماتی همچون: توهین به مقدسات دینی، توهین به خمینی و خامنه‌ای و مقامات حکومتی دیگر، تبلیغ بر ضد نظام، تحریک مردم به جنگ با جمهوری اسلامی، تحریک نیروهای مسلح به تسلیم، فرار یا خودداری از اقدام نظامی، اعدام شد.[۵]
2. شکرالله جبلی؛ یکی از زندانیان[۲۷] سال‌خوردهٔ دوتابعیتی (ایرانی-استرالیایی) بود که با وجود هشدار سازمان عفو بین‌الملل دربارهٔ وضعیت سلامتی‌اش مقامات زندان اوین از خدمات درمانی به وی خودداری کردند و همین باعث مرگش شد.[۲۱]
3. کاووس سیدامامی؛ شهروند ایرانی-کانادایی، فعال محیط زیست و استاد دانشگاهی که در زمستان ۱۳۹۶ توسط نظام جمهوری اسلامی بازداشت شده و در دورهٔ بازجویی، به گونه مشکوک[۲][۳۷] درگذشت.[۵][۳۸] حکومت، دلیل مرگش را خودکشی اعلام کرد؛ ولی خانواده و نزدیکانش آن را رد کردند.[۳۹]
4. احمدرضا جلالی؛[۴۰][۱۳][۴۱][۴۲][۳۹][۴۳] شهروند ایرانی-سوئدی، پزشک و استاد دانشگاهی که در اردیبهشت ۱۳۹۵ توسط حکومت جمهوری اسلامی[۲۶] دستگیر شده و به اعدام[۴][۴۴][۲۷][۲۸] محکوم شد.[۵] او بارها اتهاماتش را رد کرده و گفته که در زیر شکنجه جسمی و روانی، وادار به اعتراف شده‌است. وی در دورهٔ حبس، به دلیل مشکل چسبندگی روده،[۲۱] تحت عمل جراحی قرار گرفت.[۴۰] او به دلیل اعتراض به مسئولان زندان به دلیل تحویل ندادن داروهایش مورد ضرب و شتم قرار گرفت.[۴۵] همچنین سال‌ها در سلول انفرادی[۷] حبس بوده و شکنجه جسمی و روانی شده[۶] و به همین دلیل، در آستانهٔ مرگ قرار گرفت[۳۸] که در اعتراض به وضعیتش اعتصاب غذا کرد.[۱]

### بانوان

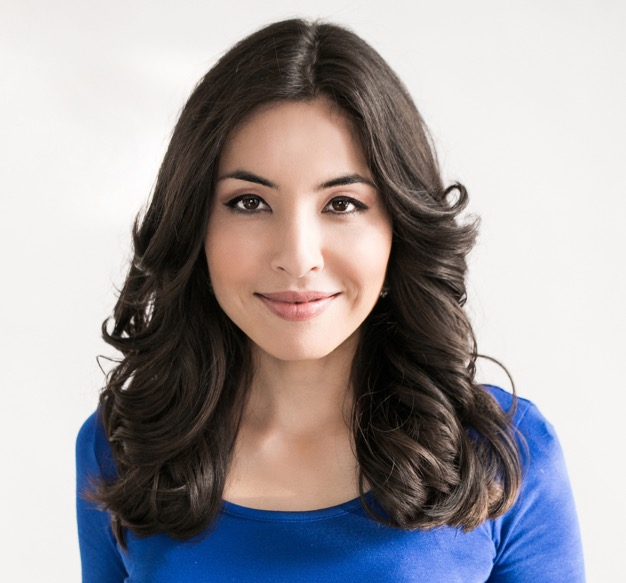
رکسانا صابری

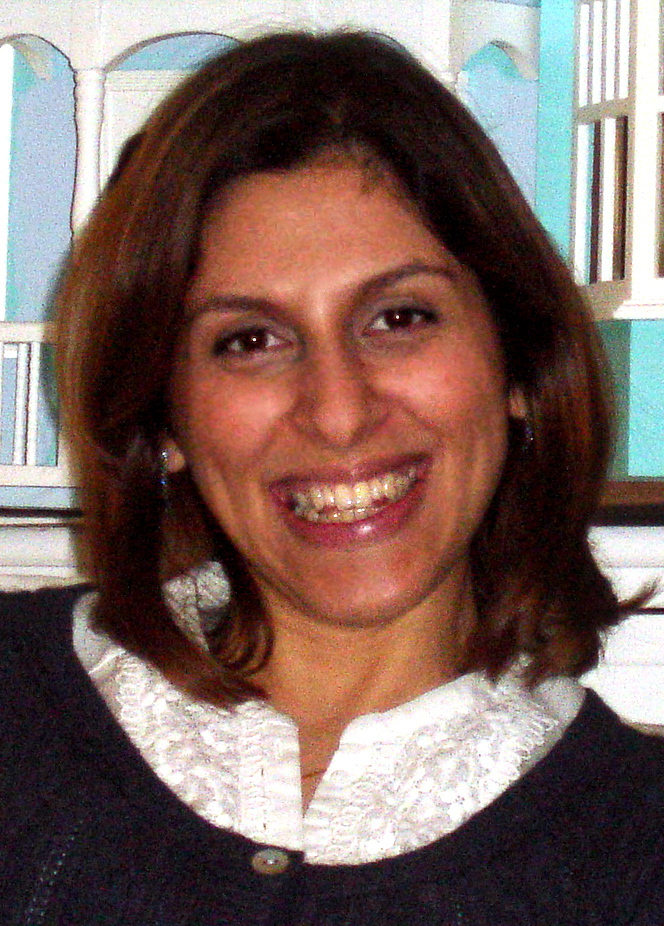
نازنین زاغری

1. زهرا کاظمی؛ شهروند ایرانی-کانادایی، عکاس و خبرنگاری[۲] که در ۳ تیر ۱۳۸۲ توسط حکومت جمهوری اسلامی بازداشت شده و در زندان (بر اثر شکنجه) کشته شد.[۵]

## ربایش، احضار، بازداشت، شکنجه و زندان
«۶ سال پیش باید آزاد می‌شدم، [مأموران حکومت جمهوری اسلامی] از همان اول گفتند [که برای آزادی‌اش] چیزی از بریتانیا می‌خواهند…؛ در [حکومت جمهوری اسلامی] ایران، عدالت، هیچ معنایی ندارد؛ در ازای دریافت پول، آزادم کردند.» گفتاری از نازنین زاغری در نخستین کنفرانس خبری‌اش پس از آزادی

به گفتهٔ نزار زکا (زندانی سیاسی پیشین در ایران) شهروندانی از همهٔ قارهها در زندان‌های حکومت جمهوری اسلامی محبوس هستند.

«ما خلاف قانون بازداشت شدیم؛ زندگی خصوصی ما مورد تعرض و تجسس قرار گرفت؛ اتومبیل‌هایمان هنوز برگشت داده نشده‌است؛ اقلام شخصی ما و تمامی اسنادمان، اسناد مالکیت و از این قبیل، از خانه‌مان خارج شد و برگشت داده نشده‌است. آفرین، گالری هنری‌اش را از دست داده‌است و من همه چیزم را، از جمله، خانه و چند ارثیه‌ام را از دست داده‌ام. وجهه پاک ما خدشه‌دار شده‌است؛ قوانین بسیاری، نه تنها در طول بازجویی بلکه در محاکمه، زیر پا گذاشته شده‌است. من احتمالاً زودتر از ۷۰ سالگی از زندان اوین بیرون نخواهم رفت.» گفتاری از کارن وفاداری دربارهٔ خود و همسرش (آفرین نیساری) از زندان اوین

### مردان
1. مصطفی عزیزی؛ شهروند ایرانی-کانادایی، نویسنده و هنرمندی که در ۱۲ بهمن ۱۳۹۳ توسط حکومت جمهوری اسلامی بازداشت شده و به اتهاماتی همچون: توهین به خامنه‌ای، تبلیغ بر ضد نظام و نیز اجتماع و تبانی بر ضد امنیت کشور، به ۳ سال حبس و جزای نقدی محکوم شد.[۵]
2. اکبر لکستانی؛ شهروند ایرانی-آمریکایی[۵] و یکی از زخمیان جنگ (۸ سالهٔ ایران و عراق) و نیز رئیس پیشین شورای شهر شوط (از شهرهای ماکو) که به اتهاماتی همچون: فرستادن فهرست نام‌های زخمیان و کشتگان اعتراضات مردم آذربایجان (ایران) به سازمان ملل متحد، مصاحبه با برخی رسانه‌های خارجی، توهین به مسئولان نظام و نیز تبلیغ بر ضد نظام بازداشت شد و از سوی دادگاه انقلاب شهرستان خوی به ۳ سال حبس محکوم شد.[۴۹] وی در زندان و در اعتراض بدون رعایت نشدن اصل تفکیک جرائم و نیز دسترسی نداشتن به پزشک، اعتصاب غذا کرد؛ ولی به دلیل وخامت وضعیت جسمی‌اش با سپردن وثیقه، آزاد شد؛ ولی دوباره بازداشت شد و به بیمارستان اعصاب و روان رازی و بازداشتگاه بیمارستان خمینی ارومیه منتقل شد. به گفته خود لکستانی، این اقدام دستگاه قضایی و امنیتی حکومت برای در هم شکستن روحیه‌اش بود.[۴۹]
3. سعید عابدینی؛[۱۴][۵۰][۸][۴] شهروند ایرانی-آمریکایی که در مهر ۱۳۹۱ توسط حکومت جمهوری اسلامی بازداشت شده و به اتهام برپایی کلیساهای خانگی به ۸ سال حبس محکوم شد.[۵]
4. واهیک آبرامیان؛ شهروند ایرانی-هلندی که در ۱ اسفند ۱۳۸۸ توسط نظام جمهوری اسلامی بازداشت شده و به اتهام تبلیغ مسیحیت به ۱ سال حبس محکوم شد.[۵]
5. چند کوهنورد آمریکایی توسط حکومت جمهوری اسلامی دستگیر شدند.[۲]
6. مهران رئوف؛[۲۶][۴۳][۴] شهروند ایرانی-بریتانیایی و فعال کارگری در ایران[۲۱] در مهر ۱۳۹۹ با هجوم مأموران سازمان اطلاعات سپاه[۶] به خانه‌اش در تهران بازداشت شده و به اتهام مشارکت در رهبری یک گروه غیرقانونی، به ۱۰ سال حبس[۴۴] و نیز به اتهام تبلیغ بر ضد نظام، به ۸ ماه حبس محکوم شد.[۳۸] وی چند ماه در سلول انفرادی حبس شد؛[۶] همچنین در اعتراض به نقض حقوقش اعتصاب غذا کرد.[۲۷]
7. کارن وفاداری؛[۲۷][۵۰][۵۱] (برادرزادهٔ یکی از مبلغان زرتشتی کشته‌شده توسط جمهوری اسلامی به نام کسری وفاداری[۵۲][۵۳][۵۴] و نیز همسر آفرین نیساری) شهروند زرتشتی و ایرانی-آمریکایی که در تابستان ۱۳۹۵ به همراه همسرش آفرین نیساری[۱۴] توسط حکومت جمهوری اسلامی دستگیر شده و به ۲۷ سال حبس محکوم شد.[۵] و دارایی‌هایشان مصادره شده و گالری هنری‌شان نیز تخریب شد.[۵۵] شیرین عبادی، فعال حقوق بشر، وکیل سرشناس و برنده جایزه صلح نوبل دربارهٔ فشار بر این خانوادهٔ زرتشتی گفت: «حکومت [اسلامی] ایران، کارن وفاداری را به خاطر ثروت و [نیز] تابعیت آمریکایی دستگیر کرده تا از [حکومت] آمریکا باج بگیرد.»[۱۴]
8. افشین شافعی؛ شهروند ایرانی-نروژی که در ۲۶ آذر ۱۳۹۱ توسط حکومت جمهوری اسلامی بازداشت شد.[۵]
9. افشین شیخ‌الاسلامی وطنی؛ شهروند کُرد و ایرانی-آمریکایی و نیز فعال محیط زیستی که از سوی جمهوری اسلامی دستگیر شد.[۴]
10. جیسون رضاییان؛[۹][۵۱][۵۰][۸][۲۷][۵۶][۴۴][۳۱][۴][۳] شهروند ایرانی-آمریکایی که در ۳۱ تیر ۱۳۹۳ توسط نظام جمهوری اسلامی بازداشت شد.[۵][۱۴]
11. امیر میرزایی حکمتی (امیر حکمتی)؛[۵۰][۸][۲۷][۴۴][۴] شهروند ایرانی-آمریکایی که در ۱۶ آذر ۱۳۹۰ توسط جمهوری اسلامی بازداشت شده و نخست، به اعدام و سپس به ۱۰ سال حبس محکوم شد.[۵][۱۴]
12. نصرت‌الله خسروی رودسری (فرزاد خسروی)؛[۵۰] شهروند ایرانی-آمریکایی که در سال ۱۳۹۳ توسط حکومت جمهوری اسلامی دستگیر شد.[۵][۱۴]
13. رضا اسلامی؛ شهروند ایرانی-کانادایی و عضو هیئت علمی دانشگاه که در اردیبهشت ۱۳۹۹ توسط وزارت اطلاعات بازداشت شد و به اتهام برگزاری دوره‌های آموزشی حاکمیت قانون در کشور چک به ۷ سال حبس،[۳۸] محرومیت از تدریس و نیز ممنوعیت خروج از کشور محکوم شد.[۵]
14. ژیو وانگ؛[۲۸][۳۹][۵۱][۲۱][۵۰][۸][۵۷][۵۶][۲۷] در اوت ۲۰۱۶ بازداشت + ۱۰ سال[۲] شهروند چینی-آمریکایی و دانشجوی دورهٔ دکتری رشتهٔ تاریخ دانشگاه پرینستون[۴۰] که در تابستان ۱۳۹۵ توسط حکومت جمهوری اسلامی بازداشت شده و به ۱۰ سال حبس محکوم شد.[۵] بازجویانش به صراحت به او گفته بودند که در پی گرفتن پول از حکومت آمریکا هستند و از او خواستند که بنویسد جاسوس است.[۱۴]
15. حسن رستگاری مجد؛ شهروند ایرانی-ترکیه‌ای که در ۵ آبان ۱۳۹۳ توسط جمهوری اسلامی بازداشت شده و به اتهام‌هایی همچون: اقدام بر ضد امنیت ملی از طریق همکاری با یکی از گروه‌های مخالف نظام، توهین به مقدسات دینی، تبلیغ بر ضد نظام و نیز اغتشاش در زندان به ۱۸ سال (در پرونده نخست به ۱۵ سال و لغو تابعیت ایرانی، در پرونده دوم به ۲ سال و در پرونده سوم به ۱ سال) حبس محکوم شد.[۵]
16. رضا شاهینی (رابین شاهینی)؛[۵۰] شهروند ایرانی-آمریکایی[۲] که در ۲۵ تیر ۱۳۹۵ از سوی حکومت جمهوری اسلامی دستگیر شده و به اتهام‌هایی همچون: توهین به سید روح‌الله خمینی و سید علی خامنه‌ای، تحریک مردم به قصد برهم زدن امنیت کشور، همکاری با خبرگزاری voanews، فعالیت تبلیغی بر ضد نظام جمهوری اسلامی و به نفع گروه‌ها و سازمان‌های مخالف نظام، عضویت در جمعیت سلطنت‌طلب‌ها به ۱۸ سال حبس[۵۱][۲۷] محکوم شد.[۵]
17. بنجامین بریر؛[۲۱] شهروند فرانسوی که در خرداد ۱۳۹۹ توسط جمهوری اسلامی[۲۶] بازداشت شده و به اتهام تبلیغ بر ضد نظام به ۸ سال و ۸ ماه[۴۴] حبس[۴] محکوم شد.[۵][۶] او در اعتراض به نقض حقوقش اعتصاب غذا کرد.[۲۷]
18. جمشید شارمهد؛[۱۳][۲۱][۴۳][۴۲] شهروند ایرانی-آلمانی و رهبر «گروه تندر» که در مرداد ۱۳۹۹ به دست برخی از مأموران امنیتی جمهوری اسلامی[۵] در امارات متحده عربی ربوده شده و به زندانی در ایران منتقل شد. او نزدیک به ۲ سال در سلول انفرادی حبس بود.[۴۵] همچنین امکان اعدام وی وجود دارد.[۳۸]
19. کامیل احمدی؛[۵۸] شهروند کُرد و ایرانی- بریتانیایی[۳۹] که در ۲۰ مرداد ۱۳۹۸ توسط حکومت جمهوری اسلامی بازداشت شد و به اتهام همکاری با برخی از مؤسسه‌های برانداز حکومت جمهوری اسلامی به ۹ سال حبس تعزیری و ۶۰۰ هزار یورو جریمه نقدی محکوم شد.[۵] وی به دلیل نوشتن کتاب‌هایی دربارهٔ ازدواج سپید و کودک‌همسری، از دانشگاه جرج واشینگتن و «بنیاد جهانی صلح زنان» جایزه دریافت کرد.[۴۰]
20. عماد شرقی[۶][۴۲][۴۳][۹][۵۷][۵۹][۴۱][۲۶] (عماد ادوارد شرقی)؛[۵۰][۲۷][۶][۴۲][۴۳][۹][۵۷][۵۹][۴۱] یک شهروند ایرانی-آمریکایی و نیز مدیر شرکت سرآوا است که در اردیبهشت ۱۳۹۷[۳۸] توسط نظام جمهوری اسلامی بازداشت شده و به ۱۰ سال حبس محکوم شد.[۵][۳۸][۱۵][۵۹][۴][۴۴]
21. محمدباقر نمازی؛[۲۲][۹][۴۲][۸][۵۷][۲۷][۵۶][۳۰][۵۹][۱۳][۶][۴۴][۷][۱۵][۵۹][۴][۲۱][۴۱] (پدر سیامک نمازی)[۳] شهروند ایرانی-آمریکایی، استاندار خوزستان در دورهٔ حکومت پهلوی و نیز کارمند پیشین یونیسف (صندوق کودکان سازمان ملل متحد)[۳۸] که در اسفند ۱۳۹۴ از سوی جمهوری اسلامی بازداشت شده[۲۸] و به ۱۰ سال حبس محکوم شد.[۵][۲][۵۱][۵۰] وی به دلیل کهولت سن و مشکل قلبی، دو مرتبه در دورهٔ حبس، تحت عمل جراحی قلب قرار گرفت.[۴۰]
22. سیامک نمازی؛[۱۰][۲۲][۹][۴۲][۸][۵۷][۲۷][۵۶][۳۰][۵۹][۱۳][۶][۴۴][۷][۱۵][۵۹][۴][۴۱][۴۳][۲۱] (فرزند محمدباقر نمازی)[۳] و شهروند ایرانی-آمریکایی[۳۹] که در مهر ۱۳۹۴ توسط حکومت جمهوری اسلامی بازداشت شده[۲۸] و به ۱۰ سال حبس محکوم شد.[۵][۵۱][۵۰][۳۸][۲]
23. نزار زکا؛[۲۱][۲۶][۴۳][۶۰][۸][۲۷][۵۶][۷] شهروند لبنانی-آمریکایی که در سال ۱۳۹۴ توسط حکومت جمهوری اسلامی بازداشت شده[۳][۲۳] و به ۱۰ سال حبس[۲] و پرداخت ۴ میلیون و ۲۰۰ هزار دلار جریمه محکوم شد.[۵]
24. انوشه آشوری؛[۱۴][۴۰][۴۰][۵۸][۴۳][۳۸][۴۲][۲۷][۶۱][۴۶][۱۳][۴][۷][۶۲][۴۵] شهروند ایرانی-بریتانیایی که در سال ۱۳۹۶ برای عیادت از مادر بیمارش[۴۴] به ایران آمد؛ ولی توسط حکومت جمهوری اسلامی بازداشت شده[۴۱][۲۳] و به ۱۲ سال حبس[۶۰] و پرداخت ۳۳ هزار یورو محکوم شد.[۵] وی در دوره حبس، اعتصاب غذا کرد.[۲۶][۶] همچنین، خانواده آشوری ناگزیر شدند که در آخرین لحظات و پیش از آزادی انوشه آشوری، بیش از ۳۵ هزار دلار برای به حکومت جمهوری اسلامی بپردازند.[۱۴]
25. حمید قاسمی شال؛ شهروند ایرانی-کانادایی که در سال ۱۳۸۷ برای دیدن مادر بیمارش به ایران آمد؛[۲] ولی از سوی نظام جمهوری اسلامی دستگیر شده و نخست، به اعدام و سپس به ۵ سال حبس محکوم شد.[۵]
26. کایلی مور گیلبرت؛[۶۰][۲۷] شهروند استرالیایی-بریتانیایی، استاد دانشگاه، پژوهشگر مطالعات خاورمیانه و نیز اسلام‌شناسی که در سال ۱۳۹۷ برای شرکت در یک کنفرانس به ایران سفر کرد؛ ولی به دست سازمان اطلاعات سپاه[۴۰] بازداشت شده و به ۱۰ سال حبس محکوم شد.[۵][۶۳] وی در آذر ۱۳۹۹ و به ازای آزادی ۳ زندانی عامل بمب‌گذاری بر ضد برخی دیپلمات‌های اسرائیلی در تایلند، آزاد شد.[۱۴]
27. مسعود کرمی؛ شهروند ایرانی-نروژی که در ۲۵ بهمن ۱۳۹۰ توسط نظام جمهوری اسلامی دستگیر شد.[۵]
28. عباس عدالت؛ شهروند ایرانی-بریتانیایی و استاد دانشگاه[۲] که در ۲۶ فروردین ۱۳۹۷ از سوی حکومت جمهوری اسلامی بازداشت شد.[۵]
29. مراد طاهباز؛[۵۹][۴۱][۵۷][۳۰][۲۳][۴۲][۴۲][۶۲][۷][۴۳][۴][۱۵] شهروند ایرانی-آمریکایی و یکی از چند فعال محیط زیستِ بازداشت‌شده در ایران[۴۴][۴۰][۴۵] که در ۴ بهمن ۱۳۹۶ توسط سازمان اطلاعات سپاه[۶] بازداشت شده[۱۴][۲۶] و به ۱۰ سال حبس محکوم شد.[۵][۵۱][۳۸][۵۰] او یکی از پایه‌گذاران مؤسسه حیات وحش میراث پارسیان است که هدفش جلوگیری از نابودی گونه‌های در معرض انقراض ایران است.[۲۷] وی در اعتراض به نقض حقوق انسانی‌اش اعتصاب غذا کرد.[۲۱][۶۱][۴۶] وی به سرطان دچار است.[۴۰][۹][۵۹]
30. عبدالرسول دری اصفهانی؛[۴] شهروند ایرانی-کانادایی که در مرداد ۱۳۹۵ توسط حکومت جمهوری اسلامی بازداشت شده و به ۵ سال حبس محکوم شد.[۵]
31. حمید بابایی؛ دانشجوی رشتهٔ دکتری رشتهٔ اقتصاد در بلژیک، پس از بازگشت به ایران، به یکی از دفاتر وزرات اطلاعات در خیابان ابوذر تهران احضار شده و از او خواسته می‌شود که با وزرات اطلاعات همکاری کرده و دربارهٔ دانشجویان ایرانی مقیم بلژیک جاسوسی کند؛ ولی وی پس از رد این پیشنهاد، بازداشت می‌شود و در یک دادگاه چند دقیقه‌ای به ریاست ابوالقاسم صلواتی، به ۱۰ سال حبس (۶ سال تعزیری و ۴ سال تعلیقی) محکوم می‌شود.[۲۰] همسرش کبری پارساجو نیز به دلیل انتشار دلیل واقعی بازداشت و کیفر بابایی به ۶ ماه حبس تعلیقی و ممنوعیت خروج از کشور محکوم گشته و با تهدید، او را مجبور به سکوت می‌کنند.[۲۰]
32. جاشوا فتال؛[۱۴] شهروند آمریکایی که در ۲۳ شهریور ۱۳۸۹ از سوی جمهوری اسلامی دستگیر شده و به ۸ سال حبس محکوم شد.[۵]
33. رولاند گابریل مارشال؛ شهروند فرانسوی که در خرداد ۱۳۹۸ و پس از بازداشت شریک زندگی‌اش یعنی فریبا عادل‌خواه به ایران رفت؛ ولی او نیز بازداشت شد و سرانجام (مانند عدال‌خواه) در سال ۱۳۹۹ به ازای آزادی جلال روح‌الله‌نژاد (زندانیِ دور زنندهٔ تحریم‌ها در فرانسه) آزاد شد.[۱۴]
34. شهاب دلیلی؛ یک شهروند دوتابعیتی و نیز دارای سابقهٔ ۳۰ سال خدمت به عنوان کاپیتان کشتیرانی جمهوری اسلامی[۴۳] که در سال ۱۳۹۵ خورشیدی از سوی جمهوری اسلامی بازداشت شده و به ۱۰ سال حبس محکوم شد. مأموران امنیتی به همسرش گفتند که روزه سکوت بگیرد (دربارهٔ همسر زندانی‌اش صحبت نکند).[۲۱] قاضی دادگاه به همسر دلیلی گفته بود که هرگونه صحبت با آمریکایی‌ها حتی دربارهٔ وضعیت آب و هوای ایران، جرم محسوب می‌شود.[۴۳]
35. شین بائر؛[۱۴] شهروند آمریکایی که در ۲۳ شهریور ۱۳۸۹ توسط نظام جمهوری اسلامی بازداشت شده و به ۸ سال حبس محکوم شد.[۵]
36. مایکل وایت؛[۳۹][۵۰][۵۷] شهروند آمریکایی که در ۱۰ تیر ۱۳۹۷ توسط حکومت جمهوری اسلامی بازداشت شده[۱۴] و به اتهام‌هایی همچون: توهین به خامنه‌ای و نیز انتشار تصویر غیرمجاز در اینترنت به ۱۰ سال حبس محکوم شد.[۵] وی به بیماری آسم شدید و تومور در گردن مبتلا بوده و در دورهٔ حبسش به دلیل دچار شدن به سرطان، تحت عمل جراحی قرار گرفت.[۴۰][۵۱][۲][۳۰]
37. مازیار بهاری؛ شهروند ایرانی-کانادایی و روزنامه‌نگاری[۲] که در ۱۱ خرداد ۱۳۸۸ توسط حکومت جمهوری اسلامی بازداشت شده و به اتهام‌هایی همچون: توهین به رهبر و رئیس‌جمهور حکومت، تبلیغ بر ضد نظام و نیز اجتماع و تبانی بر ضد امنیت کشور به ۱۳ سال و ۶ ماه حبس و ۷۴ ضربه شلاق محکوم شد.[۵]
38. متیو ترویتیک؛[۲] شهروند ایرانی-آمریکایی که در ۱۷ آذر ۱۳۹۴ به دست نظام جمهوری اسلامی دستگیر شد.[۵]
39. رابرت لوینسون؛[۲۱][۲][۸] یک نظامی آمریکایی که در اسفند ۱۳۸۵ توسط حکومت جمهوری اسلامی ربوده و ناپدید شد.[۵][۳][۳۰]
40. حسین درخشان؛ وبلاگ‌نویس[۲] و شهروند ایرانی-کانادایی که در ۱۱ آبان ۱۳۸۷ توسط جمهوری اسلامی دستگیر شده و به اتهام‌هایی همچون: توهین به مقدسات دینی، تبلیغ بر ضد نظام، تبلیغ به نفع گروه‌های مخالف نظام، مدیریت برخی از تارنماهای غیرمجاز، به ۱۹ سال و ۶ ماه حبس و نیز ۵ سال محرومیت از فعالیت در رسانه‌ها و عضویت در احزاب، محکوم شد.[۵]
41. کلوتیلد ریس؛ شهروند زن فرانسوی[۳۱][۲] که در خرداد ۱۳۸۸ توسط نظام جمهوری اسلامی دستگیر شده و در یکی از دادگاه‌های گروهی مربوط به جنبش سبز ایران-که برخی از متهمانش اعدام شدند-به ۵ سال حبس[۵] محکوم شد. وی سرانجام در برابر پرداخت ۲۸۵ هزار دلار و نیز آزادی دو مجرم زندانی در فرانسه یعنی علی وکیلی‌راد (یکی از ترور کنندگان شاپور بختیار) و مجید کاکاوند، آزاد شد.[۱۴]
42. مارک فیرکین؛[۶۳] وبلاگ‌نویس، گردشگر و شهروند استرالیایی (به همراه همسرش جولی کینگ) در شهریور ۱۳۹۸ توسط سپاه پاسداران انقلاب اسلامی بازداشت شد.[۴۰][۱۴]
43. ایوار فرهادی؛ یکی از زندانیان عقیدتی است که توسط حکومت جمهوری اسلامی محاکمه شد.[۴۰]
44. استفانیه لربیه؛ شهروند فرانسوی[۲] که در ۱۵ آبان ۱۳۸۴ توسط حکومت جمهوری اسلامی بازداشت شد.[۵]
45. دونالد کلاین؛ شهروند آلمانی[۱۴] که در ۱۵ آبان ۱۳۸۴ از سوی نظام جمهوری اسلامی[۲] دستگیر شد.[۵]
46. نلی ارین کامبرول؛ شهروند فرانسوی[۲] که در ۲۹ مهر ۱۳۹۷ توسط حکومت جمهوری اسلامی بازداشت شد.[۵]
47. مسعود مصاحب؛[۴۲][۴۱][۴۴][۴] زندانی دوتابعیتی ایرانی-اتریشی، بازرگان و نیز دبیرکل «انجمن دوستی اتریش و ایران» که در بهمن ۱۳۹۷ توسط حکومت جمهوری اسلامی[۲۱] بازداشت شده[۴۰] و به ۱۰ سال زندان محکوم شد.[۶] او به بیماری قلبی و نارسایی کلیه دچار بوده و سکته مغزی هم کرده بود[۲۷] و در زندان به افسردگی شدید و کرونا نیز مبتلا شد.[۳۸]
48. کیان تاج‌بخش؛[۱۴] شهروند ایرانی-آمریکایی و جامعه‌شناسی که به دلیل حضور در اعتراضات سال ۱۳۸۸ (جنبش سبز ایران)[۲] توسط جمهوری اسلامی بازداشت شده و به ۵ سال حبس محکوم شد.[۵]
49. علی شاکری؛ شهروند ایرانی-آمریکایی که در سال ۱۳۸۶ یکی از شهروندان دوتابعیتیِ بازداشت‌شده بود.[۱۴]
50. حبیب‌الله فرج‌الله چعب (حبیب اسیود، حبیب کعبی)؛ شهروند ایرانی-سوئدی[۵] و یکی از رهبران دو «حرکة النضال» و «جنبش عربی آزادی‌بخش الاحواز» است که به دست برخی از مأموران امنیتی حکومت جمهوری اسلامی[۴۳] در ترکیه ربوده شده و به ایران منتقل شد.[۳۸]
51. کمال فروغی؛ یک دوتابعیتی ایرانی-بریتانیایی است که در ۱۵ اردیبهشت ۱۳۹۰ توسط سپاه پاسداران انقلاب اسلامی در خانه‌اش در تهران بازداشت شد. وی ۱۸ ماه از دورهٔ حبسش را در سلول انفرادی گذراند.[۴۰]
52. سعید ملک‌پور؛ شهروند ایرانی-کانادایی که در توسط حکومت جمهوری اسلامی بازداشت شده و به اتهام راه‌اندازی برخی از تارنمای پورنوگرافی، نخست، به اعدام[۲۸] و سپس به حبس ابد محکوم شد.[۵]
53. کامران قادری؛[۴۲][۴۱] شهروند ایرانی-اتریشی[۳۹] و دارای گواهی‌نامهٔ دکتری در رشتهٔ برق و الکترونیک از دانشگاه تکنیک وین در ۱۲ دی ۱۳۹۴ توسط وزارت اطلاعات بازداشت شد.[۴۰] و سرانجام به ۱۰ سال حبس[۲۷][۴۴] محکوم شد.[۳۸] وی ۴۷۲ روز در سلول انفرادی حبس شده[۶] و سرانجام به ۱۰ سال حبس محکوم شد.[۵] و در زندان به دیسک کمر و غده‌ای در گردن دچار شد.[۴۰] و نیز در اعتراض به نقض حقوق انسانی‌اش در زندان اعتصاب غذا کرد.[۲۱]
54. یولیا یوزیک؛ شهروند روسی که در ۱۱ مهر ۱۳۹۸ توسط جمهوری اسلامی بازداشت شد.[۵]
55. هلموت هوفر؛ شهروند و تاجر آلمانی که در سال ۱۹۹۷ میلادی و هم‌زمان با ترور میکونوس بازداشت شده و به مدت ۲ سال و نیم در زندان بود. حکومت جمهوری اسلامی با متهم و زندانی کردنش تلاش کرد که یکی از زندانیانی-که به جرم ترور و کشتار ۴ فعال سیاسی مخالف ایران در رستوران میکونوس به حبس ابد محکوم شده بود-را با وی مبادله کند.[۴][۱۴]
56. امید کوکبی؛ برگزیده المپیاد فیزیک در ایران و دانشجوی دکتری رشتهٔ فیزیک اتمی دانشگاه تگزاس نیز (مانند برخی از دانش‌پژوهان دیگر) به دلیل نپذیرفتن پیشنهاد همکاری با سازمان انرژی اتمی جمهوری اسلامی، در ۱۰ بهمن ۱۳۸۹ بازداشت شده و به ۱۰ سال حبس محکوم شد. وی در دورهٔ زندان به سرطان کلیه دچار شد.[۲۰]
57. امیر جلالی فراهانی؛ شهروندی که توسط حکومت جمهوری اسلامی بازداشت شد.[۱۴]

### بانوان
1. نازنین زاغری؛[۱۴][۲۸][۵۸][۵۸][۳۹][۳۸][۴۳][۴۲][۲۲][۱۰][۸][۲۷][۶۲][۶۱][۴۱][۱۳][۴۵][۴۴][۴] (همسر ریچارد رتکلیف) شهروند ایرانی-بریتانیایی و مدیر پروژه‌های «بنیاد خیریه تامسون رویترز» که در فروردین ۱۳۹۵ به همراه دختر نوزادش به دست برخی مأموران اطلاعات سپاه بازداشت شده[۴۰] و به اتهام‌هایی همچون: تبلیغ بر ضد نظام[۳۱] و نیز اجتماع و تبانی بر ضد امنیت ملی به ۶ سال[۲۳] (در پرونده اول، به ۵ سال حبس[۷] و در پرونده دوم به ۱ سال) حبس تعزیری و همچنین ممنوعیت خروج از کشور محکوم شد.[۵] او در زندان به دلیل دسترسی نداشتن به پزشک، دو بار اعتصاب غذا کرد.[۴۰] مسئولان زندان (در راستای دیوانه‌سازی) وی را به بخش بیماران روانی بیمارستان خمینی در تهران منتقل کردند.[۲] او پس از آزاد شدن گفت که رفتاری که جمهوری اسلامی با داشته بی‌رحمانه بوده و صحبت کردن دربارهٔ آن، برایش بسیار سخت است.[۴۶] وی (پس از چند سال حبس) در ازای پرداخت بدهی تسلیحاتی بریتانیا به ایران آزاد شد.[۵۶][۱۴][۶]
2. رکسانا صابری؛ شهروند آمریکایی ایرانی‌تبار و خبرنگار فاکس نیوز[۲۵] که در ۱۲ بهمن ۱۳۸۷ از سوی جمهوری اسلامی دستگیر شده و به چند سال حبس تعلیقی محکوم شد.[۵]
3. جولی کینگ؛[۶۳] وبلاگ‌نویس، گردشگر و شهروند استرالیایی (به همراه همسرش مارک فیرکین) در شهریور ۱۳۹۸ توسط سپاه پاسداران انقلاب اسلامی بازداشت شد.[۴۰][۱۴]
4. سارا شورد؛[۱۴][۲۵] شهروند آمریکایی که در ۸ مرداد ۱۳۸۸ توسط جمهوری اسلامی بازداشت شد.[۵]
5. هاله اسفندیاری؛ پژوهشگر و شهروند آمریکایی ایرانی‌تبار[۲۵] که در سال ۱۳۸۶ به همراه یحیی کیان تاج‌بخش[۱۴] توسط جمهوری اسلامی و به اتهام براندازی نرم دستگیر شد.[۵]
6. رؤیا صابری‌نژاد نوبخت؛ شهروند ایرانی-انگلیسی که در ۶ مهر ۱۳۹۲ توسط حکومت جمهوری اسلامی دستگیر شده و به اتهام‌هایی همچون: توهین به مقدسات و توهین به سران سه قوهٔ جمهوری اسلامی به ۴ سال حبس محکوم گردید.[۵]
7. میمنت حسینی چاوشی؛ شهروند ایرانی-استرالیایی که در آبان ۱۳۹۷ از سوی جمهوری اسلامی بازداشت شده و به اتهام اجتماع و تبانی بر ضد امنیت ملی از راه پژوهش دربارهٔ کاهش زاد و ولد در ایران، به ۵ سال حبس محکوم شد.[۵]
8. فریبا عادلخواه؛[۴۴][۴] شهروند ایرانی-فرانسوی، استاد «بنیاد مطالعات علوم سیاسی پاریس»[۲] پژوهشگر[۳۹] و نویسنده‌ای[۶] که در ۱۷ خرداد ۱۳۹۸ توسط سازمان اطلاعات سپاه در تهران بازداشت شد؛[۱۶] هر چند به اتهام‌هایی همچون: تبلیغ بر ضد نظام و نیز اجتماع و تبانی بر ضد امنیت کشور به ۶ سال و ۶ ماه حبس محکوم شد.[۵][۳۸] بعدها همکار و شریک زندگی‌اش یعنی رولاند مارشال نیز دستگیر شد.[۲۷] روزنامه فیگارو هدف از بازداشت عادل‌خواه را مبادله با جلال روح‌الله‌نژاد (زندانی متهم به دُور زدن تحریم‌ها) دانست.[۴۰]
9. بهاره عمیدی؛ (همسر عماد شرقی) شهروند ایرانی-آمریکایی که در فروردین ۱۳۹۷ توسط حکومت جمهوری اسلامی بازداشت شد.[۵]
10. ناهید تقوی؛[۷][۱۳][۴۳] شهروند ایرانی-آلمانی که در ۲۵ مهر ۱۳۹۹ توسط سازمان اطلاعات سپاه در خانه‌اش در تهران بازداشت شد[۲۶] و به اتهام‌هایی همچون: تبلیغ بر ضد نظام و نیز عضویت در یک گروه غیرقانونی به ۱۰ سال[۴] و ۸ ماه حبس محکوم شد.[۵] وی ۷ ماه از حبسش را در سلول انفرادی[۴۴] گذارنده[۲۷] و هزار ساعت، بازجویی شده[۳۸] و از انجام عمل جراحی کمر، محروم شد.[۶]
11. هما هودفر؛ شهروند سه‌تابعیتی (ایرانی-ایرلندی-کانادایی) و انسان‌شناسی[۲] که در ۱۷ خرداد ۱۳۹۵ توسط نظام جمهوری اسلامی دستگیر شد.[۵] که پس از مصادره شدن وثیقهٔ ۵۰۰ میلیون تومانی‌اش توسط جمهوری اسلامی، از زندان آزاد شد.[۱۴]
12. سانیا بوبنه‌ویچ؛ شهروند کروات-سوئدی که در ۲۲ آذر ۱۳۹۴ به دست برخی مأموران جمهوری اسلامی بازداشت شد.[۵]
13. آفرین نیساری؛[۲۷] (همسر کارن وفاداری) شهروند ایرانی-آمریکایی که در ۳۰ تیر ۱۳۹۵ توسط جمهوری اسلامی بازداشت شده و به ۱۶ سال حبس محکوم شد.[۵][۱۴]
14. ارس امیری؛[۳۹][۵۸][۴۰] شهروند ایرانی-بریتانیایی و دانشجوی کارشناسی ارشد دانشگاه کینگستون بریتانیا که در ۲۳ اسفند ۱۳۹۶ پس از سفر به ایران برای دیدار با مادربزرگ بیمارش، توسط وزارت اطلاعات بازداشت شده و در دادگاه انقلاب اسلامی به ۱۰ سال حبس[۵] محکوم شد.[۴۰]
15. پرناز عظیما (نازی عظیما)؛ خبرنگار رادیو فردا[۲۵] که از سوی نظام جمهوری اسلامی دستگیر شد.

### موارد دیگر
1. برخی از پیروان خمینی در ۱۳ آبان ۱۳۵۹ به سفارت آمریکا[۴] در تهران، حمله کرده و ده‌ها[۲۵] مسئول و کارمندان آن، را تا ۴۴۴ روز به گروگان گرفتند.[۱۴]
2. سپاه پاسداران انقلاب اسلامی، تنها در ۲ سال، بیش از ۳۰ و بلکه ۶۰ شهروند ایرانی دوتابعیتی را بازداشت کرد.[۱]
3. (در اواخر دههٔ ۹۰ خورشیدی) دست‌کم ۱۷ شهروند دوتابعیتی یا خارجی[۲۸] (از کشورهایی همچون: آمریکا، بریتانیا، اتریش، استرالیا، فرانسه، آلمان و سوئد...) توسط حکومت جمهوری اسلامی بازداشت شده و به حبس‌های طولانی محکوم شدند.[۴۰]
4. یک فعال حقوق بشر ایرانی-هلندی توسط حکومت جمهوری اسلامی به ۸ سال حبس محکوم شد.[۲]
5. دو شهروند آلمانی در سال ۱۳۷۱ و در لبنان به دست جمهوری اسلامی گروگان گرفته شدند.[۱۶]
6. ۱۵ ملوان بریتانیایی در خلیج فارس توسط سپاه پاسداران انقلاب اسلامی بازداشت شدند.[۲۵]
7. خبرگزاری رویترز در ۹ نوامبر ۲۰۱۷ اعلام کرد که تعداد زندانیان دوتابعیتی در ایران، بیش از ۳۰ نفر است که بیشترشان توسط سازمان اطلاعات سپاه بازداشت شده‌اند.[۸]
8. هفت شهروند اسلواکیایی که در تیر ۱۳۹۲ از سوی حکومت جمهوری اسلامی بازداشت شدند.[۵]

## مزاحمت و ممنوعیت فرهنگی، سیاسی، اجتماعی و اقتصادی

### تهدید به آزار خانواده
بازجویان، انوشه آشوری را تهدید کرده بودند که اگر اتهام جاسوسی را نپذیرد اعضای خانواده‌اش را در بریتانیا آزار خواهند داد.

## واکنش‌ها و اعتراضات
1. برخی از ایرانیان دوتابعیتیِ قبلاً زندانی‌شده در ایران و شماری از اعضای خانواده زندانیان دوتابعیتی دیگر و نیز برخی سیاست‌مداران آمریکایی در نشست کمیته حقوق بشر سنای آمریکا از دولت این کشور و همچنین جامعه بین‌المللی خواستند تا برای آزادی زندانیان در ایران و بر ضد «صنعت گروگانگیری»، فشار بیشتری بر حکومت جمهوری اسلامی وارد کنند.[۳]
2. کارشناسان حقوق بشر سازمان ملل متحد با اعلام اینکه احمدرضا جلالی در سلول انفرادی در آستانهٔ مرگ است خواستار آزادی فوری‌اش شدند.[۳۸]
3. وزارت خارجه ایالات متحده آمریکا بارها بازداشت بی‌دلیل و خودسرانهٔ شهروندان آمریکا و کشورهای دیگر، از جمله، ایرانیان دوتابعیتی توسط حکومت جمهوری اسلامی را با هدف اخاذی و امتیازگیری از کشورهای مربوط را محکوم کرده و خواستار آزادی آنان شده‌است.[۶۴][۱۰]
4. امیر میرزایی حکمتی، نصرت‌الله خسروی رودسری و جیسون رضاییان پس از خروج از ایران، از حکومت جمهوری اسلامی شکایت کرده و درخواست غرامت کردند.[۱۴]
5. ریچارد رتکلیف (همسر زندانی دوتابعیتی، نازنین زاغری) خواستار تحریم‌های جدید بر ضد عوامل حبس غیرقانونی شهروندان خارجی در ایران (از جمله، سپاه پاسداران انقلاب اسلامی) شد.[۳]
6. برخی از شهروندان بیگانهٔ به گروگان‌گرفته‌شده در برخی از دادگاهای آمریکا بر ضد حکومت جمهوری اسلامی شکایت کردند و در پی آن، حکومت جمهوری اسلامی به ده‌ها میلیارد دلار غرامت محکوم شد.[۱۶]
7. الیکا آشوری به همراه برادر خود، در اعتراض به تداوم بازداشت پدر زندانی‌شان (انوشه آشوری) در ایران، مانند برخی دیگر در برابر ساختمان وزارت امور خارجه بریتانیا اعتصاب غذا کردند.[۶۴]
8. بری روزن؛[۲۳][۲۱][۵۷][۶۰] شهروند آمریکایی که در ۷۵ سالگی و در دی و بهمن ۱۴۰۰ در اعتراض به گروگان‌گیری‌های حکومت جمهوری اسلامی و با هدف آزاد شدن زندانیان خارجی و دوتابعیتی[۱۱]از زندان‌های این حکومت، در مقابل محل برگزاری مذاکرات اتمی («برجام») یعنی هتل کوبورگ وین اعتصاب غذا[۲۴][۴] کرد.
9. جمشید برزگر[۶۰] (روزنامه‌نگار و از اعضای پیشین هیئت دبیران کانون نویسندگان ایران، مینا احدی، حسن نایب هاشم و فریبا داوودی مهاجر، هم‌زمان با اعتصاب غذای «بری روزن»، در اعتراض به وضعیت زندانیان سیاسی در ایران و در مقابل مکان مذاکرات هسته‌ای برای احیای «برجام»، اعتصاب غذا کردند.[۶۰]
10. خانواده‌های چند شهروند اتریشی و آلمانیِ زندانی‌شده توسط حکومت جمهوری اسلامی، در نامه‌ای از وزیران خارجه اتریش و آلمان درخواست کردند که آزادی زندانیانشان را در ضمن مذاکرات با جمهوری اسلامی پیگیری کنند.[۲۱]
11. مایک پومپئو، وزیر خارجه وقت آمریکا گفت: «پس از گذشت ۴۰ سال از حمله به سفارت آمریکا در تهران و به گروگان گرفته شدن دیپلمات‌ها و کارکنان سفارت‌خانه، حکومت جمهوری اسلامی همچنان به گروگان‌گیری ادامه می‌دهد.»[۳]
12. رکسان طاهباز در فروردین ۱۴۰۱ و در اعتراض به بازداشت پدرش مراد طاهباز، در برابر ساختمان [وزارت خارجه بریتانیا در لندن تحصن کرد.[۲۱]

## پیامدهای نقض حقوق
1. سرمایه شهروندان ایرانی مقیم کشورهای خارجی، در حدود ۴ هزار میلیارد دلار برآورده شده‌است که بازداشت شماری از ایرانیانی که به ایران برگشته‌اند آسیب شدیدی به بازگشت سرمایهٔ ایرانیان به داخل کشور زده‌است.[۸]

## سرکوبگران

### نهادها
1. سپاه پاسداران انقلاب اسلامی[۱۴][۲۱][۱][۱][۱] به ویژه سازمان اطلاعات سپاه پاسداران انقلاب اسلامی[۸] (به عنوان نهاد اصلی بازداشت شهروندان دوتابعیتی و بیگانه[۴])؛
2. وزارت اطلاعات؛[۱۶]
3. قوه قضاییه جمهوری اسلامی ایران (مانند مراکز امنیتی، عامل پرونده‌سازی بر ضد شهروندان دوتابعیتی و بیگانه[۴])؛
4. وزارت امور خارجه جمهوری اسلامی؛[۱۶]
5. حزب‌الله لبنان[۱۶] (به عنوان یکی از نیروهای نیابتی جمهوری اسلامی).

### افراد
1. سید روح‌الله خمینی؛[۱۶]
2. سید احمد خمینی (پسر و نماینده روح‌الله خمینی)؛[۱۶]
3. سید علی خامنه‌ای؛[۱۶]
4. اکبر هاشمی رفسنجانی[۱۴][۱۶] (رئیس پیشین مجمع تشخیص مصلحت نظام)؛
5. محسن رضایی؛[۱۴]
6. محمد محمدی ری‌شهری؛[۱۶]
7. سید محمود علوی؛[۱۶]
8. میرحسین موسوی.[۱۶]

## روش‌های دیگر نقض حقوق
فهرست برخی از روش‌های دیگر نقض حقوق زندانیان دوتابعیتی و بیگانه:
1. بازداشت و محکوم شدن به کیفر سنگین به دلیل همکاری نکردن با مراکز امنیتی؛[۲۹]
2. محرومیت از وکیل؛[۵]
3. بسته بودن چشمان در بیشتر اوقات[۳]
4. بدرفتاری؛[۵][۳]
5. نامناسب بودن وضعیت بهداشتی (دست‌کم در برخی از) زندان‌های ایران در دورهٔ کروناویروس و نیز نبود ماسک و مایع ضدعفونی‌کننده برای زندانیان؛[۱۰]
6. اعتراف اجباری گاه تلویزیونی؛[۵]
7. مجنون‌انگاری (دیوانه‌سازی) زندانیان سیاسی (و عقیدتی)، انتقال اجباری‌شان به بیمارستان‌های بیماران روانی و نیز خوراندن اجباری داروهای بسیار خطرناک به آنان؛[۴۹]
8. حبس در سلول انفرادی (نوعی شکنجه سفید) به مدت طولانی؛[۵] زندانیان اگر به پرسش‌های بازجویانشان پاسخ ندهند، ۶ هفته در سلول انفرادی حبس می‌شوند و اگر پاسخشان تغییر نکرده باشد، دوباره ۶ هفته دیگر در زندان انفرادی حبس می‌شوند.[۳]

## شهروندان خارجی و دوتابعیتی مخالف با جمهوری اسلامی
فهرست نام‌های برخی از شهروندان خارجی و دوتابعیتی مخالف با حکومت جمهوری اسلامی (به ترتیب حروف الفبا):
1. کاووس سیدامامی
2. مصطفی عزیزی
3. اکبر لکستانی
4. سعید عابدینی
5. نازنین زاغری
6. جیسون رضاییان
7. امیر میرزایی حکمتی
8. هما هودفر
9. ژیو وانگ
10. حسن رستگاری مجد
11. جمشید شارمهد
12. کامیل احمدی
13. عماد شرقی
14. فریبا عادلخواه
15. محمدباقر نمازی
16. سیامک نمازی
17. میمنت حسینی چاوشی
18. نزار زکا
19. انوشه آشوری
20. حمید قاسمی شال
21. رؤیا صابری‌نژاد نوبخت
22. کایلی مور گیلبرت
23. عباس عدالت
24. مراد طاهباز
25. عبدالرسول دری اصفهانی
26. هاله اسفندیاری
27. سارا شورد
28. حمید بابایی
29. جاشوا فتال
30. شین بائر
31. مایکل وایت
32. مازیار بهاری
33. رکسانا صابری
34. زهرا کاظمی
35. رابرت لوینسون
36. حسین درخشان
37. ارس امیری
38. کلوتیلد ریس
39. کیان تاج‌بخش
40. علی شاکری
41. حبیب اسیود
42. کمال فروغی
43. سعید ملک‌پور
44. کامران قادری
45. یولیا یوزیک
46. امید کوکبی
47. جمشید برزگر
48. مینا احدی
49. فریبا داوودی مهاجر